# شهلا زلاند
شهلا زلاند ، یک خوانندهٔ افغان است. او دختر خواننده و آهنگساز جلیل زلاند است.
وی از سال ۱۹۹۰ میلادی تاکنون مشغول فعالیت بوده‌است.
وی خواهر فرید زلاند و خوانندگان سهیلا زلاند و وحید زلاند است. شهلا زلاند با خوانندگان برجسته‌ای نظیر لیلا فروهر به اجرای زنده پرداخته‌است.